# Daniel Goldstein
Daniel Goldstein (21 aprile 1969) è uno psicologo statunitense.
Goldstein è noto per la definizione e la verifica di euristiche e di modelli della razionalità olimpica nel campo delle decisioni.
La tesi di dottorato di Goldstein, all'University of Chicago, si è avvalsa di simulazioni al calcolatore per studiare l'accuratezza e la semplicità delle euristiche su come sono effettuate le inferenze.
Indagini sulle euristiche “scegli la migliore” e “riconoscimento” furono pubblicate in articoli in “Psychological Review” e nel libro “Simple Heuristics That Make Us Smart”. Queste euristiche veloci e frugali hanno avuto un notevole impatto in campo medico, legale, politico ed in altre aree al di fuori dalla psicologia.
Nel 1995, Goldstein ed il collega Gerd Gigernzer lasciarono Chicago per dare vita al Centro per il Comportamento Adattivo e la Cognizione al Max Planck Institute in Germania.
Dal 2002, Goldstein milito' per tre anni come direttore associato al Centro per la Scienza delle Decisioni alla Columbia University, dove ha firmato insieme al collega Eric J. Johnson un articolo influente sulla donazione degli organi nella rivista scientifica Science.
Nella sua attuale posizione alla London Business School, Goldstein sta studiando  come il rischio e l'incertezza sono percepiti, specialmente nei mercati finanziari. Goldstein e Nassim Taleb stanno misurando come le persone fanno stime sulle probabilità quando devono affrontare incertezze in campo ecologico o altre situazioni non classiche, una classe di errori che loro hanno definito come “ludici”. Insieme al premio Nobel William Sharpe, ha inventato un metodo per misurare i gusti e le credenze sulle probabilità. Il metodo è stato chiamato il “Costruttore di Distribuzioni”. Nel 2008, Goldstein è stato nominato a far parte del consiglio direttivo della “Society for Judgement and Decision Making”.